# HTC One S9
Das HTC One S9 ist ein Smartphone von HTC. Es wurde am 26. April 2016 vorgestellt und ist ein Ableger des HTC One M9.

## Technik

### Bildschirm
Beim HTC One S9 kommt ein 5 Zoll (ca. 12,7 cm) großer Super-LCD-Bildschirm zum Einsatz. Darüber liegt Gorilla Glass, welches jedoch ist nicht bekannt. Der Bildschirm unterstützt Multi-Touch.

### Leistung
Das Gerät besitzt ein MediaTek Helio X10-SoC, welches einen 64-Bit-Octa-Core-Prozessor mit maximal achtmal 2 GHz sowie 2 GB RAM und eine PowerVR G6200 GPU beinhaltet.

### Software
Als Betriebssystem wird Android in Version 6.0.1 ausgeliefert, welches von HTC mit der Benutzeroberfläche HTC Sense versehen wird. Zur Klangoptimierung kommt Dolby Audio zum Einsatz.

### Kameras
Als Hauptkamera auf der Rückseite kommt eine 13-Megapixel-Kamera mit optischer Bildstabilisierung zum Einsatz, die von einer dualen LED beleuchtet wird. Videos können maximal in Full-HD-Auflösung aufgenommen werden. Die Frontkamera besitzt 4 Megapixel.

### Gehäuse
Die Rückseite des One S9 ähnelt stark der des One M9. Die Vorderseite geht eher in die Richtung des neueren HTC 10, besitzt aber noch Stereo-Lautsprecher auf der Vorderseite. Diese sind nicht mehr netzähnlich, sondern zwei Schlitze im Design des oberen HTC-10-Lautsprechers. Neben dem oberen Lautsprecher sind die Sensoren und daneben die Frontkamera.

### Weiteres
Der Akku mit 2840 mAh Kapazität soll eine Standby-Zeit von 658 Stunden (27 Tage) und eine Gesprächszeit von bis zu 13 Stunden erreichen.
Das Smartphone unterstützt LTE Cat. 4 mit bis zu 150 MBit/s im Download und 50 MBit/s im Upload.